# Friedrich Went
Friedrich (Frits) August Ferdinand Christian Went (Amsterdam, 18 juni 1863 – Wassenaar, 24 juli 1935) was een Nederlands botanicus en hoogleraar aan de Universiteit Utrecht.

## Biografie
De in Amsterdam geboren Frits Went was de oudste zoon van Johannes Went, makelaar in effecten, en Johanna Emilie Rosalie Adolfine Susewind. In zijn geboortestad volgde hij lager en middelbaar onderwijs. In 1880 ging hij na het behalen van het staatsexamen biologie studeren aan de Universiteit van Amsterdam, onder andere bij de vermaarde bioloog Hugo de Vries. In 1886 promoveerde hij cum laude op het proefschrift "De jongste toestanden der vacuolen".
Daarna ondernam hij plantkundige studiereizen naar Bonn, Parijs en het zoölogisch station te Napels. Van 1888 tot 1891 was hij leraar in achtereenvolgens Dordrecht en Den Haag. Net zoals zoveel Nederlandse plantkundigen bracht Went een aantal jaar door in Nederlands-Indië. De eerste maanden op 's Lands Plantentuin te Buitenzorg, later als directeur van het landbouwkundig proefstation voor de suikerindustrie West-Java te Kagok bij Tegal. Zijn chemisch-fysiologisch onderzoek naar ziektes van suikerriet leidde tot een standaard werk, geschreven samen met J.H. Wakker, "De ziekten van suikerriet op Java" (1898).
In 1896, op 33-jarige leeftijd, werd Went benoemd tot hoogleraar botanie en farmacologie aan de Rijksuniversiteit van Utrecht als opvolger van Nicolas Rauwenhoff. In deze functie blies hij het botanisch laboratorium aan de Lange Nieuwstraat nieuw leven in, een school voor plantenfysiologisch onderzoek die ook internationaal de aandacht trok. Zijn ambtsbekleding werd gekenmerkt door een enorme groei van het aantal studenten botantie; tussen 1896 en 1934 begeleidde hij 65 dissertaties. Naast zijn drukke werkzaamheden als hoogleraar voerde hij in 1901/1902 in opdracht van de Nederlandse regering onderzoek uit naar de krullotenziekte van cacao in Suriname. Later, in 1923, keerde hij terug naar Suriname voor een botanisch expeditie.
Went trouwde op 16 juli 1902 met Catharina Jacomina Tonckens, de oudste dochter van Warmolt Tonckens, Nederlands gouverneur van Suriname. Uit dit huwelijk werden drie zonen en twee dochters geboren. Hun oudste zoon, Frits Warmolt (1903-1990), volgde in de voetsporen van zijn vader en zou later in de Verenigde Staten bekendheid verwerven als bioloog. Dochter Johanna Catharina (1905–2000) studeerde af als fytopatholoog bij Johanna Westerdijk en verwierf bekendheid door haar onderzoek naar iepen die resistent waren tegen de iepenziekte.
In 1898 werd Went benoemd tot lid van de Koninklijke Nederlandse Akademie van Wetenschappen (KNAW); van 1921 tot 1931 was hij voorzitter van de afdeling natuurkunde en daarmee om het jaar algemeen voorzitter van de Akademie. Verder was hij voorzitter of lid van tal van commissies. Onder zijn leiding kwam uiteindelijk de TNO-wet tot stand (30 oktober 1930), waarin de oprichting (1 mei 1932) van de organisatie voor Toegepast-natuurwetenschappelijk Onderzoek (TNO) werd geregeld, met een bestuur waarvan Went de eerste voorzitter werd.
Na zijn pensionering is 1934 werd hem het bijzonder hoogleraarschap in de botanie aangeboden door de Universiteit van Leiden, maar ziekte weerhield hem ervan om college te geven. Hij overleed een jaar later in Wassenaar.

## Utrechtse Biologen Vereniging

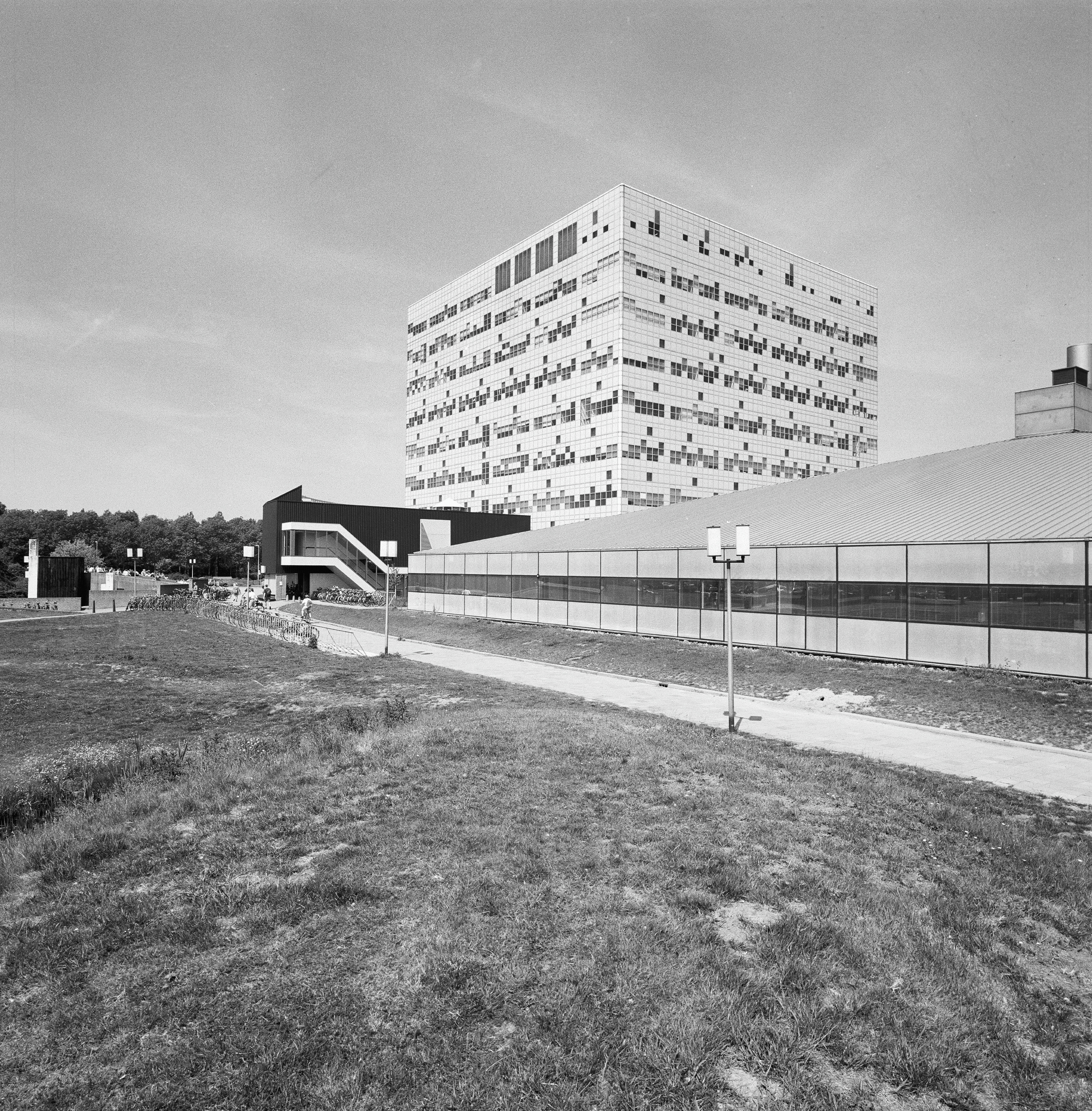
Het in 2015 gesloopte Wentgebouw in Utrecht

In 1924 werd door de Utrechtse botanicus Prof. dr F.A.F.C. Went en zijn assistente dr A.M. Hartsema het initiatief genomen een steunfonds op te richten om botanici uit Midden-Europa naar Nederland te halen om voordrachten te laten geven. Kort daarop traden ook enkele zoölogen toe en op 19 februari 1924 was de Utrechtse Biologen Vereniging (UBV) een feit. Went zat toen der tijd in het eerste bestuur van deze vereniging samen met A.M. Hartsema, M. Hille Ris Lambers, V.J. Koningsberger en H. Uittien. In de eerste jaren van de vereniging hielp Went vooral bij het organiseren van lezingen over de biologie. In 1972 werd het F.A.F.C. Wentgebouw opgericht op de Uithof van de universiteit Utrecht. In de eerste jaren zat hier de faculteit tandheelkunde maar toen deze faculteit werd opgeheven kwam biologie in het gebouw te zitten en waarbij de verenigingskamer ook verplaatst werd naar dit gebouw. Toen het gebouw in 2015 werd gesloopt gaf de gebouwbeheerder van toen der tijd Arie Mink het bord boven het gebouw, waar de naam van het gebouw opstond, aan de UBV. Dit bord staat dan ook nog steeds in de kamer van de UBV. In 1986 werd binnen de vereniging het Professor doctor F.A.F.C. Wentcollege  opgericht dat het bestuur van raad moest voorzien. Tot op de dag van vandaag wordt F.A.F.C. Went gezien als een erg belangrijk persoon binnen de vereniging en worden de tradities die hij heeft bedacht nog steeds uitgevoerd. Zo is de verenigingsdrank nog steeds Weduwe Joustra-berenburg, wat de favoriete drank was van Went.